# CEKAI KYOTO HAUS

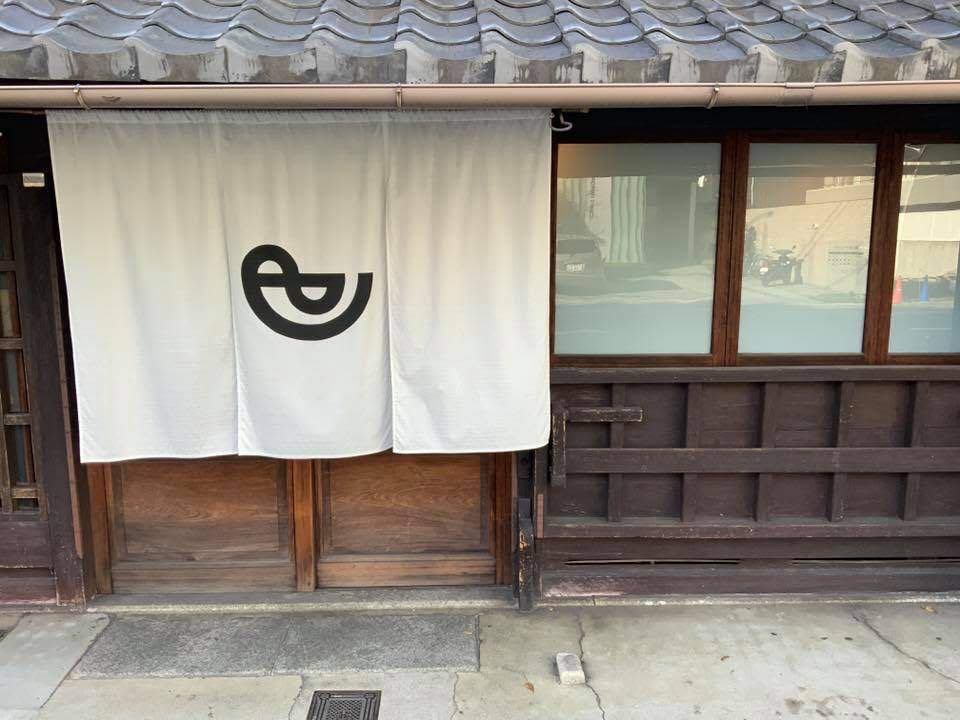
正面

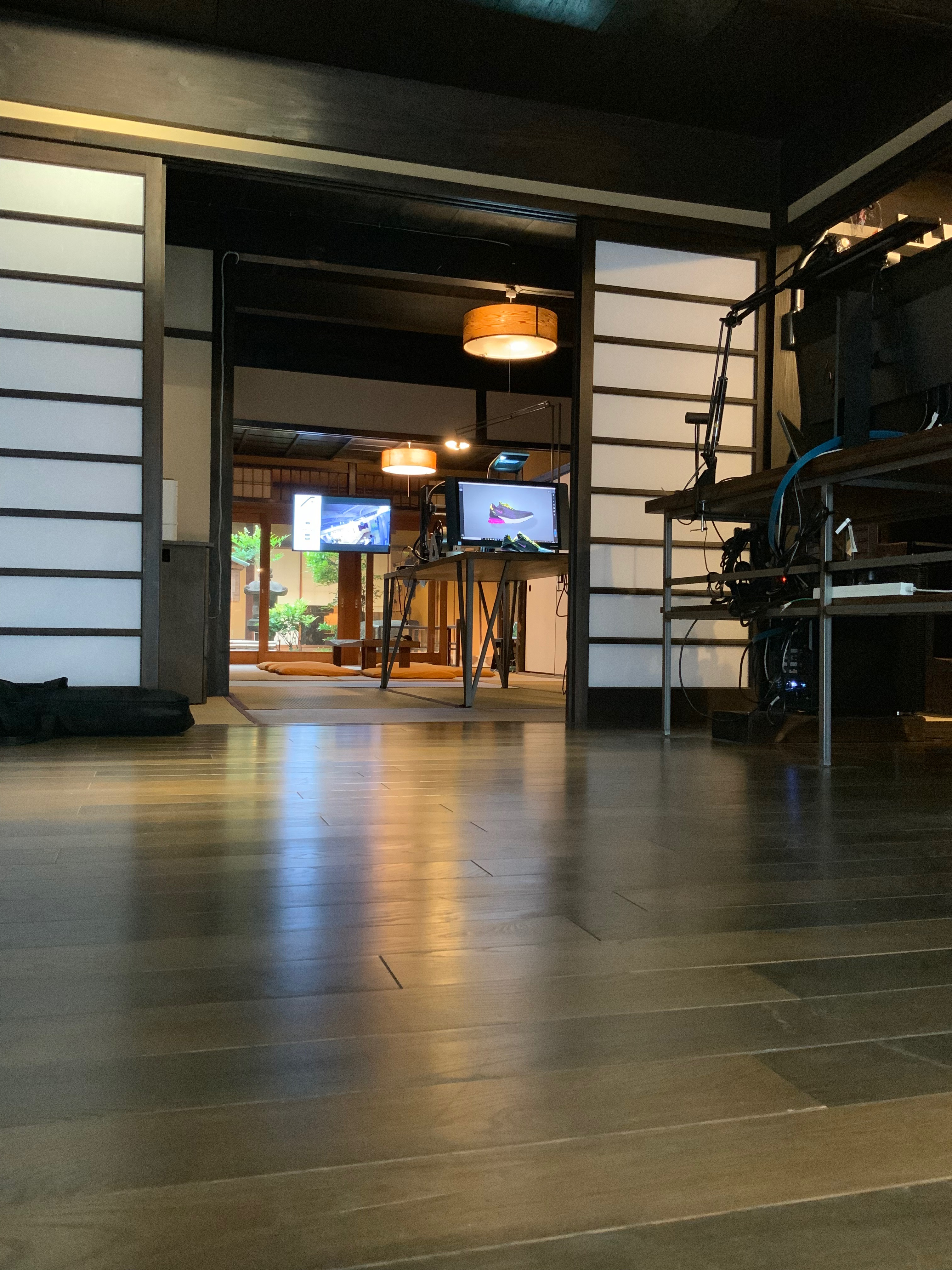
内観(1F)

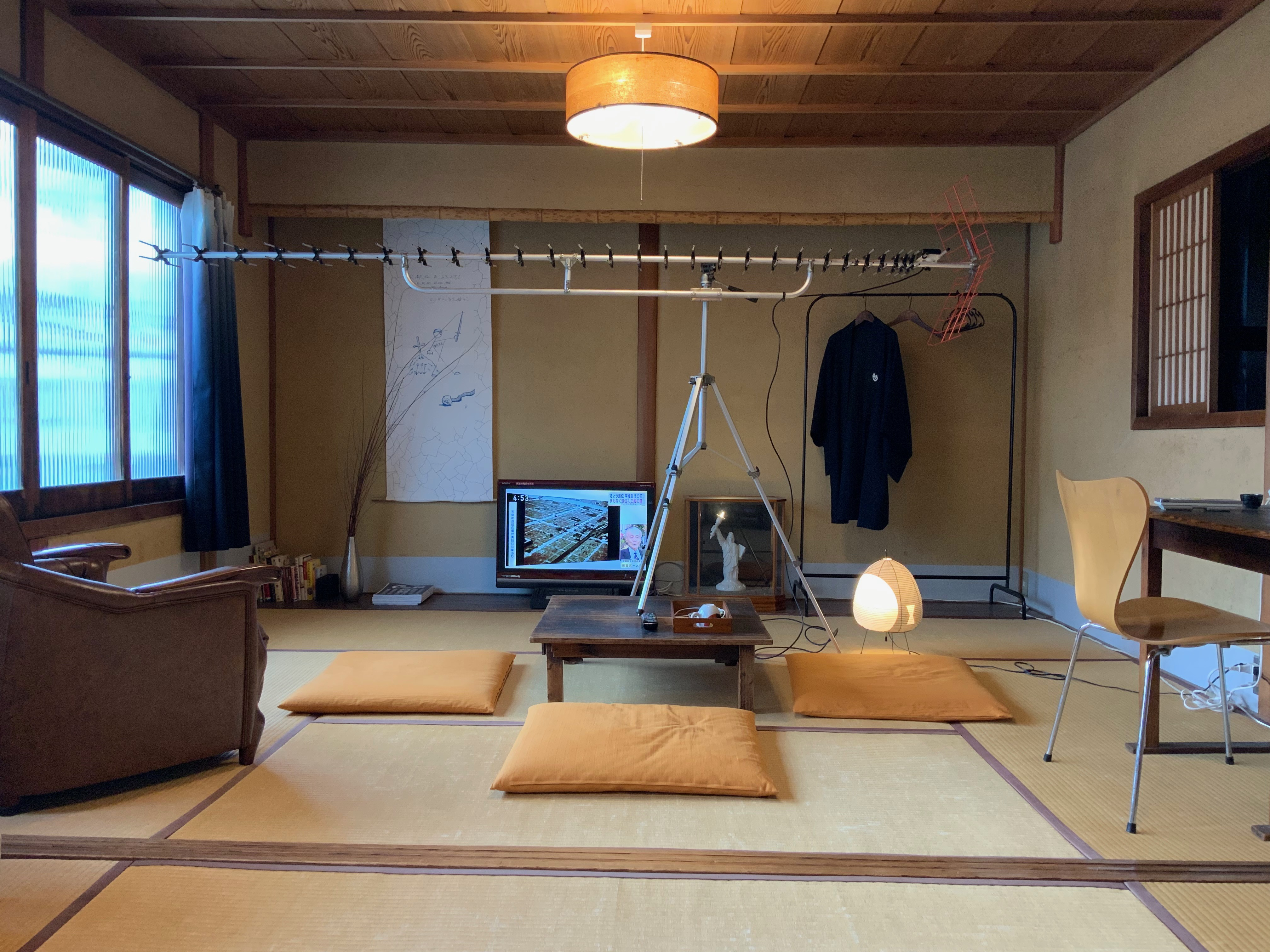
客間(2F)

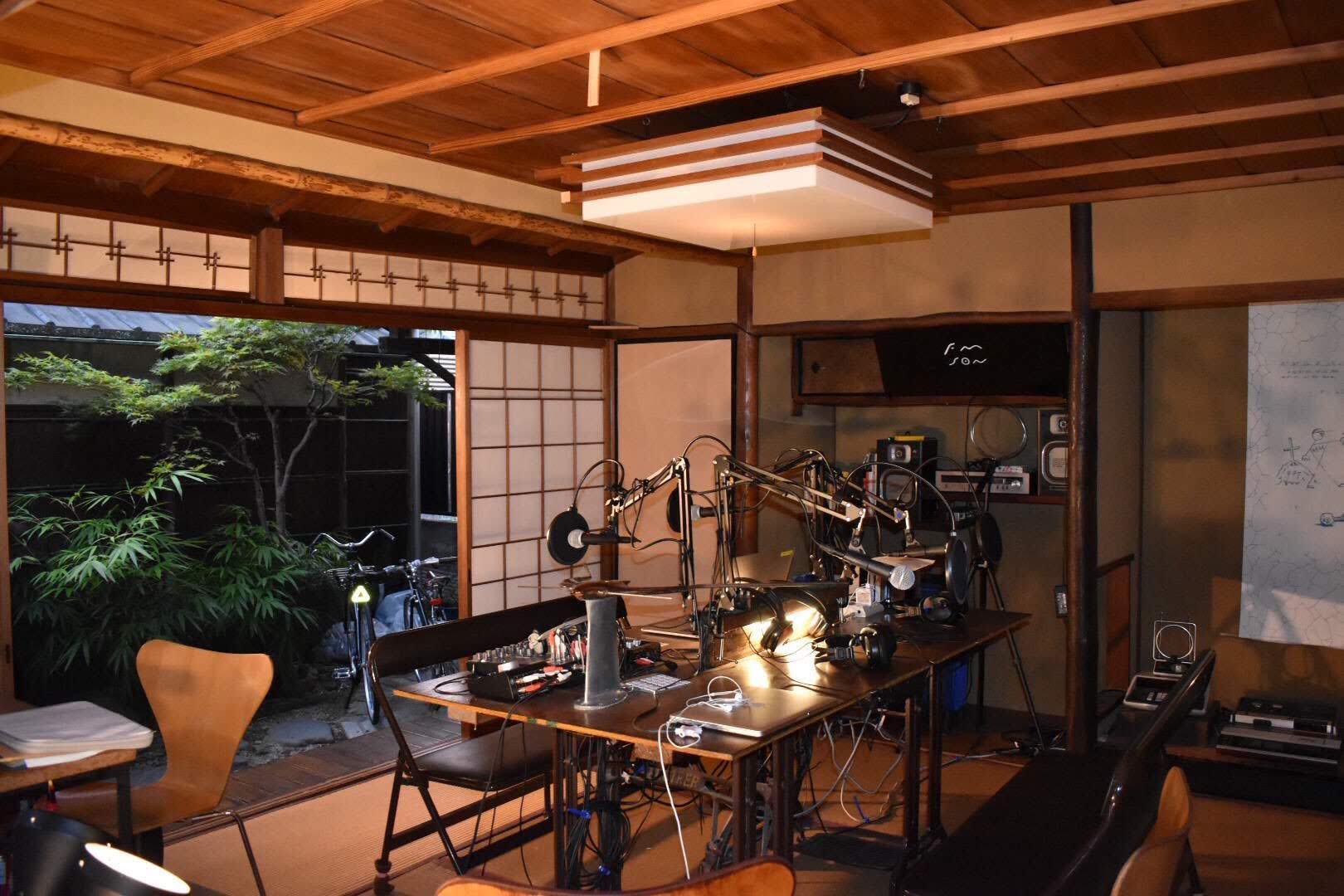
ラジオスタジオ

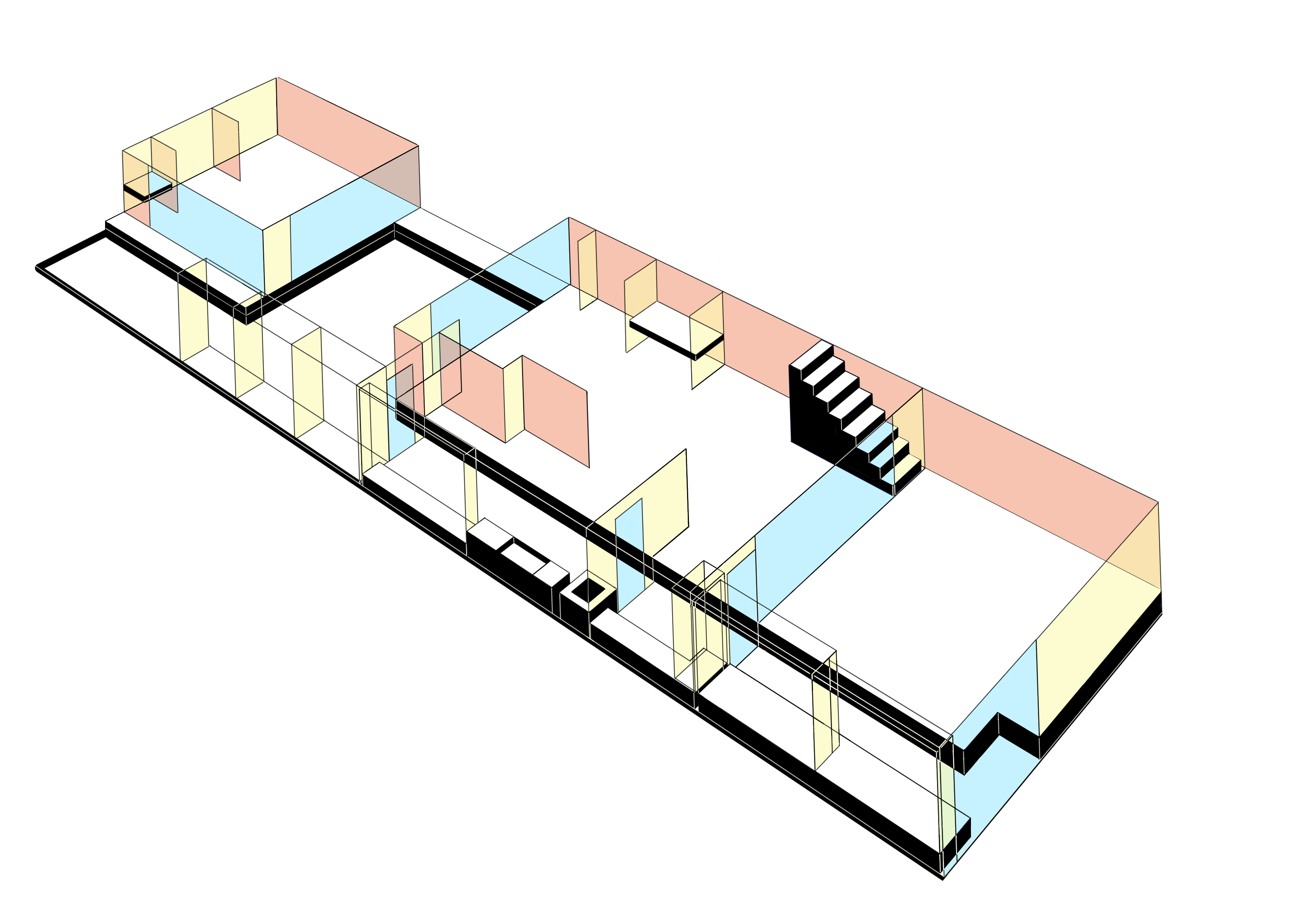
俯瞰図(1F)

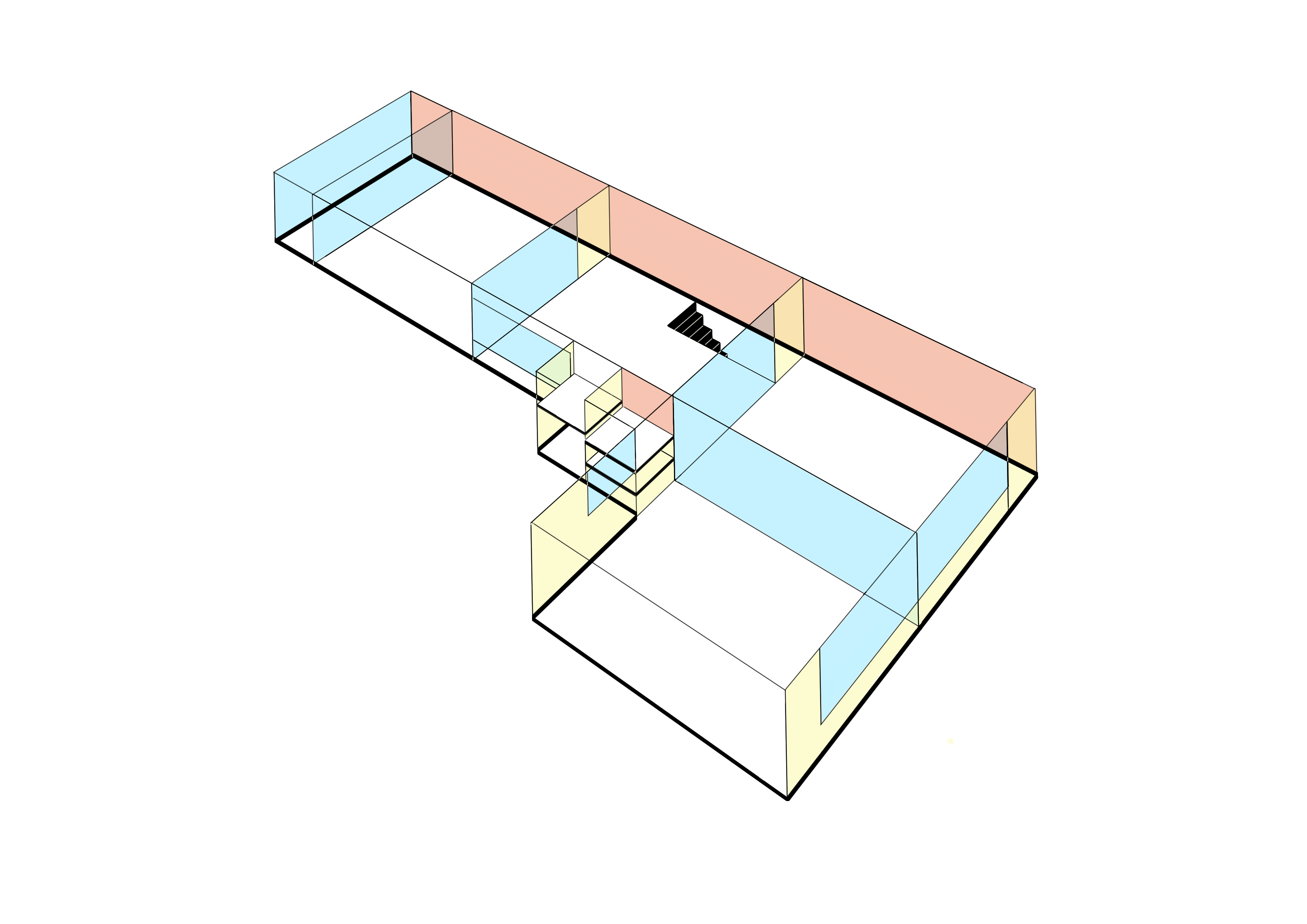
俯瞰図(2F)

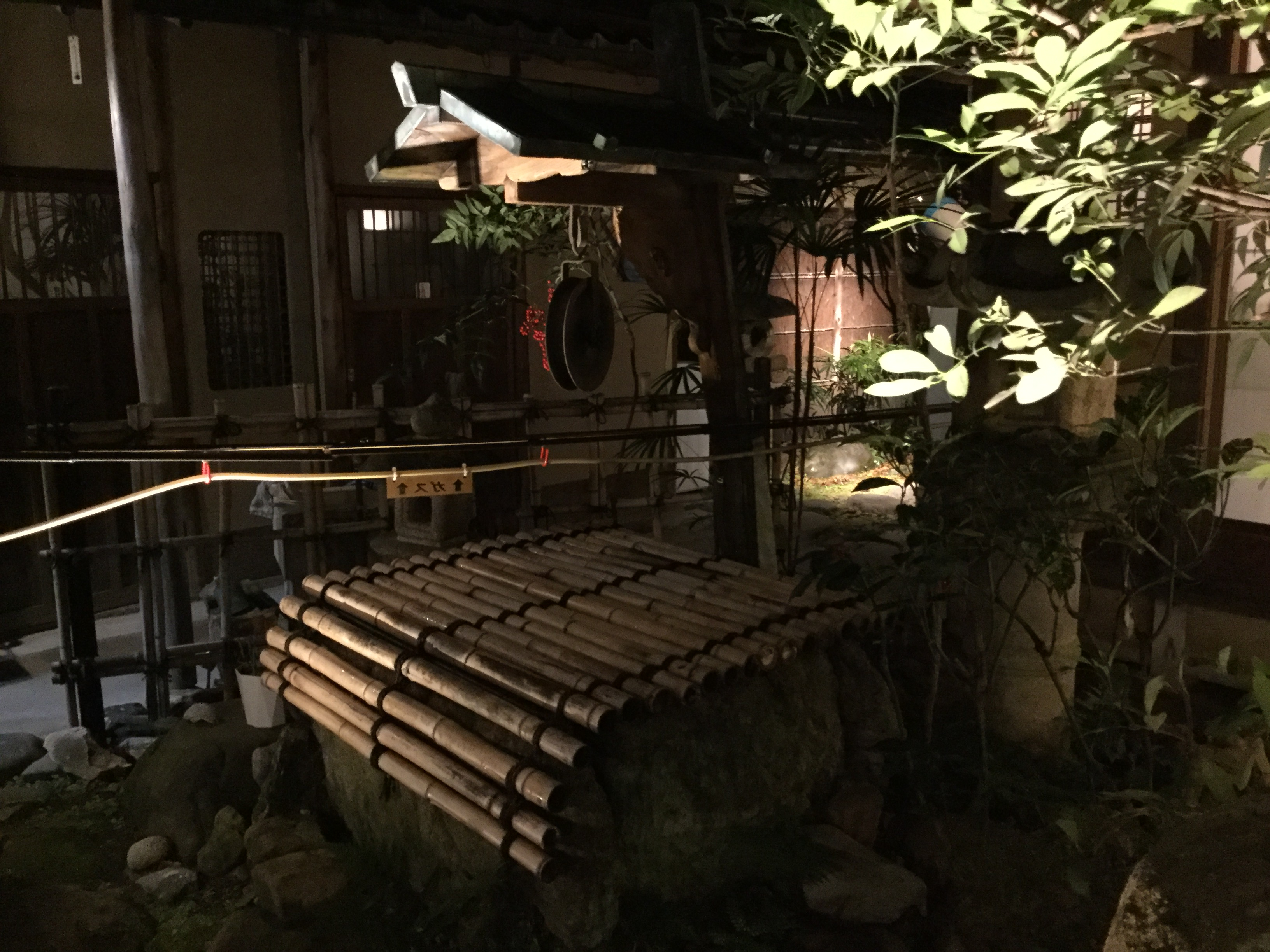
KYOTO HAUSに存在する井戸

CEKAI KYOTO HAUS（セカイ キョウト ハウス）は、モーションデザイナーの井口皓太が代表を務める団体 CEKAI が施設管理する研究所。通称は「KYOTO HAUS」「HAUS」「CEKAI KYOTO」。
主にアートやデザインに応用されるインタラクティブ・メディアの研究と開発を行っている。
2019年にラジオ・アーティストの毛原大樹、インタラクション・デザイナーの中田拓馬、バッグデザイナーのTASO.W.Sらによって計画された。
建築は厨子二階様式の京町家で、かつては黒田清隆の住まいであったとされている。

## 主な運営メンバー
毛原大樹（ラジオ・アート）
中田拓馬（インタラクションデザイン）
TASO.W.S（バッグメーカー）
中田翔（ハードウェアエンジニアリング）
Sagar Patel（シェーダーアーティスト）

2019年6月1日付で毛原大樹が所長に就任している。

## 主な共有設備
- FABOOL Laser CO2
- meeting OWL
- TシャツくんPRO
- Sprout Pro by HP G2
- Anycubic i3 Mega

## プロジェクト
- デジタル3D空間専用手持ち撮影デバイスの開発
- フォトスキャニングによる空間演出、映像制作技術の開発
- フォトスキャニングによるヴァーチャルセットを使ったリアルタイム多点アングルによるスイッチング方式の開発とリアルタイム配信技術の開発
- ノイズキャンセル技術を転用した映像展示空間における音声任意選択ヘッドフォンの開発
- 反射型液晶（電子ペーパー）を活用した展示技術の開発
- ポップアップストアの新形態 〜味わいのある売り方〜 のシステム開発
- あたらしい自動販売機の開発
- シルクスクリーンワークショップ
- FM SON
- TELEPATHY SYSTEM
- OPEN HAUSの計画